# De’Anthony Melton
De'Anthony Melton (ur. 28 maja 1998 w Los Angeles) – amerykański koszykarz, występujący na pozycji rzucającego obrońcy, aktualnie zawodnik  Golden State Worriors.
W 2015 i 2016 zdobył mistrzostwo szkół średnich stanu Kalifornia. Został liderem strzelców wszech czasów szkolnej drużyny. W ostatnie klasie notował średnio 20 punktów, 9,3 zbiórki, 4,3 asysty, 3,5 przechwytu i 1,2 bloku i został wybrany zawodnikiem roku CIF Southern Section Division III. W 2017 wziął udział w turnieju Adidas Nations Counselors.
7 lipca 2019 trafił w wyniku wymiany do Memphis Grizzlies. 24 czerwca 2022 został wytransferowany do Philadelphia 76ers.
2024 transfer do Golden State Worriors

## Osiągnięcia
Stan na 7 lutego 2023, na podstawie, o ile nie zaznaczono inaczej.
NCAA
- Uczestnik II rundy turnieju NCAA (2017)